# Titan A.E.
Titan A.E. (bra: Titan ou Titan A.E.; prt: Titan - Depois da Destruição da Terra ou Titan A.E. - Depois da Destruição da Terra) é um filme de animação estadunidense de 2000, dos gêneros ação, ficção científica e aventura, dirigido por Don Bluth e Gary Goldman para os estúdios Fox.
O longa fala sobre uma nave espacial que tem o poder de criar um novo mundo, já que no começo deste filme a Terra é destruída — daí as iniciais "A.E." (After Earth, "depois da Terra") do título original.[carece de fontes?]
O filme utiliza animação tradicional, combinada com o uso de animação digital. O filme possui 94 minutos de muita ação, leves cenas de sensualidade e uma linguagem simples.[carece de fontes?]

## Enredo
No ano de 3028 D.C. a Terra é atacada pelos Drej, que são alienígenas feitos de pura energia. A nave-mãe dos Drej destrói a Terra com um feixe de energia enquanto centenas de naves humanas (incluindo a nave Titan com o professor Sam Tucker a bordo) fugiam pelo espaço, como ultima esperança da humanidade. Um dos fugitivos é o filho do professor Sam Tucker, Cale, que carrega consigo um anel dado a ele por seu pai.
Quinze anos mais tarde, Cale esta trabalhando em uma estação de salvamento, esperando sair desta vida áspera e odiando seu pai por ter fugido na titan e ter desaparecido por tanto tempo. Sem um planeta, os seres humanos foram reduzidos e obrigados a viver no espaço, onde constantemente são olhados de cima a baixo pelas outras raças. Um capitão humano chamado Joseph Korso e sua piloto Akima procuram Cale para lhe explicar que eles devem encontrar a Titan, pois dentro dela tem um mecanismo capaz de criar uma nova Terra e consequentemente um lar para a humanidade. Entretanto, os Drej também procuram pela Titan a fim de destruí-la.
Com a ajuda de Korse, Cale descobre que o anel que seu pai lhe deu contém um mapa, geneticamente codificado, com o caminho para chegar à Titan. Com Korso e sua tripulação (incluindo Preed, um sábio rato humanoide, Gune, um excêntrico cientista verde, e Stith, uma fêmea perita em armas, que se parece bastante com um canguru. Ao longo da jornada, Cale e Akima descobrem que Korso está a procura da Titan para entregá-la aos Drej. Eles então fogem de Korso e Preed (que descobrem ser um capanga de Korso) e vão parar na última colônia humana restante no espaço. Cale e Akima, junto com os humanoides do local, começam a consertar uma nave espacial destruída na colônia e utilizá-la para chegar à Titan antes de Korso e dos Drejs.
Dentro da Titan, Cale e Akima descobrem que o professor Tucker foi um dos arquitetos do projeto. Prevendo a destruição da Terra, deram à Titan a capacidade de criar um novo planeta (terraformação), carregando o DNA de cada espécie viva na Terra, com a finalidade de "repopular" o novo mundo. Mas, infelizmente, a nave perdeu muita energia e o processo não pôde ser ativado.
Korso encontra a Titan, acompanhado por Preed, e eles confrontam Cale e Akima. Preed se mostra um traidor, voltando-se contra Korso. Eles se confrontam e Korso mata Preed quebrando sua garganta. A seguir Korso luta com Cale, até que caem em trilhos. Cale tenta ajudar Korso, mas este escapa de suas mãos. Akima e Cale, juntos de Stith e Gune, trabalham juntos para defender a Titan do ataque dos Drej. Então Cale percebe que a energia dos Drej pode ser usada para reativar os sistemas da nave. Korso aparece mais uma vez, mas ele, inesperadamente, se sacrifica para construir uma ponte sobre um disjuntor de circuito atolado, enquanto a nave-mãe dos Drej ateia fogo com um feixe destrutivo de energia na Titan. Canalizando o poder do feixe em seu sistema, a nave suga toda a energia dos Drej, destruindo a nave-mãe, enquanto cria um novo planeta.
O filme termina com Akima e Cale que estão em seu novo mundo. Akima quis nomeá-lo "Nova Terra", mas Cale sugere nomeá-lo como "Bob." A cena final é de todos os seres humanos vindo ao planeta etiquetado "Nova Terra-Planeta Bob."

## Elenco (vozes)
- Matt Damon - Cale Tucker
  - Alex D. Linz - Cale Tucker criança
- Bill Pullman - Joseph Korso
- John Leguizamo - Gune
- Nathan Lane - Preed
- Janeane Garofalo - Stith
- Drew Barrymore - Akima Kunimoto
- Ron Perlman - Professor Sam Tucker
- Tone Loc - Tek
- Jim Breuer - Cozinheiro
- Christopher Scarabosio - Drej Queen
- Jim Cummings - Chowquin
- Charles Rocket - Firrikash / Guarda
- Ken Hudson Campbell - Po
- David L. Lander - Prefeito

## Trilha Sonora
1. "Over My Head" — Lit
2. "The End is Over" — Powerman 5000
3. "Cosmic Castaway" — Electrasy
4. "With Arms Wide Open" - Creed
5. "Everything Under the Stars" — Fun Lovin' Criminals
6. "It's My Turn to Fly" — The Urge
7. "Like Lovers (Holding On)" — Texas
8. "Not Quite Paradise" — Bliss 66
9. "Everybody's Going to the Moon" — Jamiroquai
10. "Karma Slave" — Splashdown
11. "Renegade Survivor" — The Wailing Souls
12. "Down to Earth" — Luscious Jackson